# Mrzák
Mrzák je jedna z 56 krátkých detektivních povídek o Sherlocku Holmesovi, kterou napsal Sir Arthur Conan Doyle. Poprvé byla vydána v červenci roku 1893 v časopisu The Strand Magazine pod názvem The Adventure of the Crooked Man. Je sedmou z jedenácti povídek vydaných knižně v souboru Vzpomínky na Sherlocka Holmese (anglicky The Memoirs of Sherlock Holmes).
Sám Doyle příběh zařadil mezi svých 18 nejoblíběnějších holmesovských povídek, udělil mu 15. místo.
Je zde vyšetřována údajná vražda armádního plukovníka.

## Děj

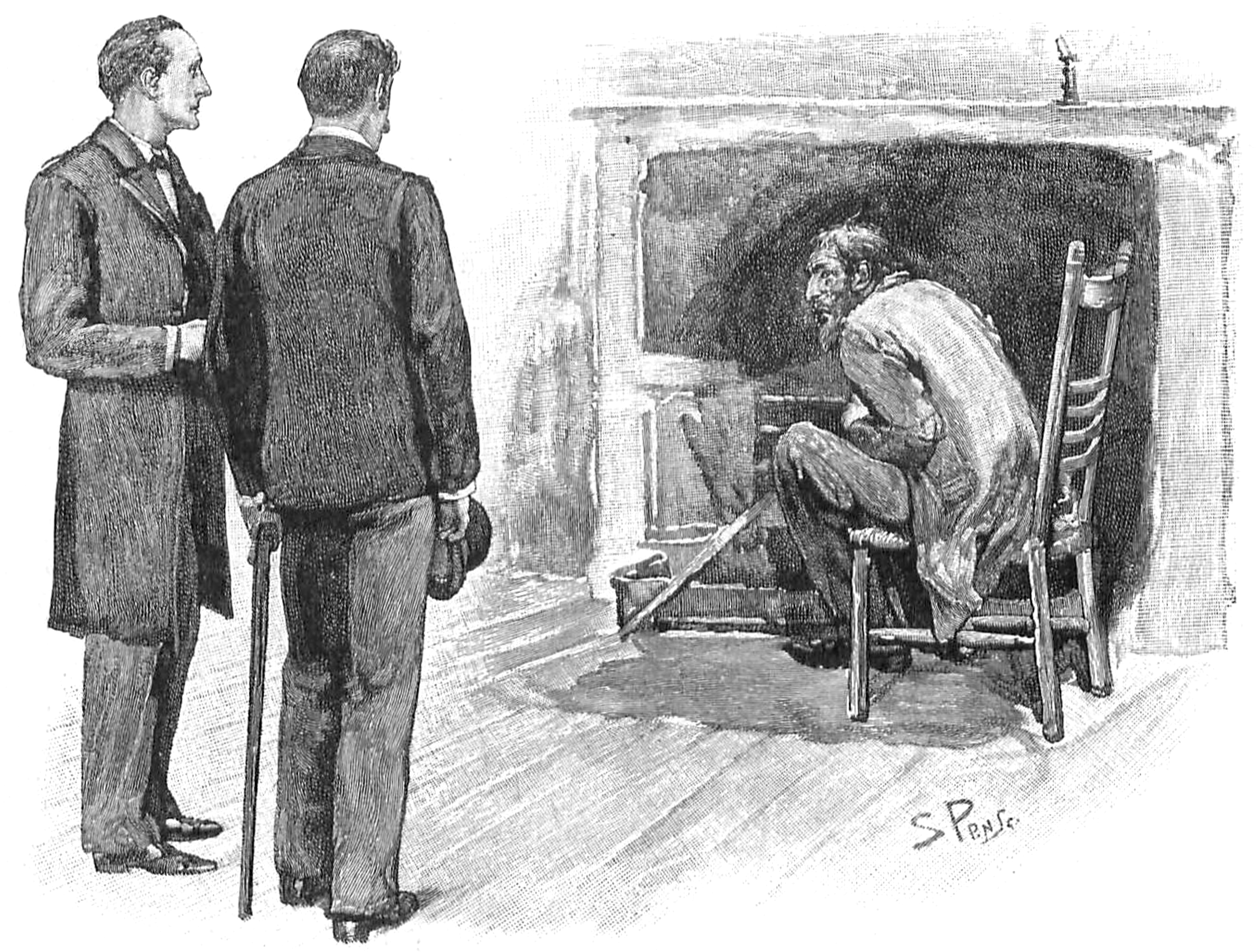
Holmes a Watson u Henryho Wooda. (1893, Sidney Paget, The Strand Magazine)

Jednoho večera se Holmes objeví u Watsona doma a požádá ho, zda by s ním jel druhý den do Aldershotu vyšetřit vraždu plukovníka Barclayho.
Barclayho manželství bylo šťastné, jednoho večera, když se jeho žena Nancy vrátila ze schůze římsko-katolické jednoty, však mezi manžely došlo k hádce na konci které plukovník zemřel. Dveře za nimiž došlo k hádce byly zamčené a klíč k nim zmizel, do místnosti však vedly i otevřené prosklené dveře z ulice. Podle stop do místnosti musel vejít muž v doprovodu nějakého zvířete. Holmes vyslechl slečnu Morrisonovou, která ten večer paní Barclayovou doprovázela z kostela, na cestě domů ji prý oslovil nějaký mrzák. Holmes muže vypátral a pověřil jednoho ze svých dětských pomocníků, aby ho sledoval, dokud se Holmes nevrátí z Londýna.
Druhý den se Holmes s Watsonem vydají muže vyslechnout. Jmenuje se Henry Wood a kdysi sloužil spolu s plukovníkem Barclayem v Indii. Barclay Wooda zradil a poslal ho do rukou vzbouřenců (kvůli milostné konkurenci), všichni ho považovali za mrtvého. Když se Wood po letech vrátil do Anglie, náhodou potkal Nancy, přihlížel také hádce manželů. Když vstoupil do pokoje, plukovník Barclay se vyděsil a skácel se na zem, při tom si rozrazil hlavu o krbovou římsu. Wood chtěl nejprve odemknout dveře a zavolat pomoc, pak si ale uvědomil, že by na něj padlo podezření, tak klíč odnesl. Celou dobu ho doprovázel Teddy – promyka, jejíž kousky předváděl pro výdělek po hospodách.
Svědci hádky prý slyšeli jméno David, ale nikdo ze zúčastněných se tak nejmenoval. Holmes se domnívá, že paní Barclayová manžela přirovnával k biblické postavě krále Davida z příběhu o Uriášovi a Betsabé.

## Adaptace
Pro rozhlas adaptovala povídku BBC v letech 1966 a 1992.
Děj byl zpracován ve stejnojmenné epizodě televizního seriálu Sherlock Holmes (1984–1994), hlavní roli ztvárnil Jeremy Brett.